# كورتني جيبس
كورتني جيبس (بالإنجليزية: Courtney Gibbs)‏ هي عارضة ومتسابقة ملكة الجمال وممثلة أمريكية، ولدت في 20 أغسطس 1966 في الولايات المتحدة.

## وصلات خارجية
- كورتني جيبس على موقع IMDb (الإنجليزية)
- كورتني جيبس على موقع قاعدة بيانات الفيلم (الإنجليزية)